# Alte Gräber im Longtou-Gebirge
Die Alten Gräber im Longtou-Gebirge sind die Grablege von zwölf Mitgliedern der königlichen Familie des Balhae-Reiches. Sie liegt auf dem Berg Longtou südöstlich der Stadt Tourdao (头道镇) bei Helong in der chinesischen Jilin-Provinz. Die Region wurde zur Zeit des Balhae-Reiches möglicherweise als „Westliches Feld des Ran Ran Tales“ (染谷之西原) bezeichnet. Das Mausoleum der Prinzessin Jeonghyo ist das Bekannteste der Anlage. Der Bau der ersten Grabhügel auf dem Longtou-Berg begannen nach 745, als Kaiser Mun die Hauptstadt des Reiches nach Junggyeong verlegte. Die Grabanlage war bis zum Ende des Balhae-Reiches in Verwendung.

## Ausgrabungen
In den 1970er Jahren wurden die Grabhügel von der lokalen Bevölkerung entdeckt. Die erste Ausgrabung wurde 1980 vom Yanbian Korean Autonomous Prefecture Museum of Jilin (chinesisch 吉林省延边朝鲜族自治州博物馆) durchgeführt. Dabei wurde zunächst das Mausoleum der Prinzessin Jeonghyo im Drachenmeer-Areal ausgegraben. Zur gleichen Zeit nahmen Museumsmitarbeiter mit weiteren Organisationen die Sondierung einer Fläche von 7,5 km² vor und führten weitere kleinere Grabungen durch. Diese brachten verschiedenen wertvolle Artefakte zutage.
1982 grub das Yanbian Museum sieben weitere Gräber im Drachenmeer-Abschnitt aus. Sie befinden sich auf der Hügelseite, etwa 200 m östlich vom Mausoleum. Alle enthielten die Gebeine mehrerer Personen; einige von ihnen waren etwa gleichzeitig bestattet worden, andere mit größerem zeitlichen Abstand. In letzterem Fall wurden der zweite Leichnam auf den ersten gelegt. Aufgrund der großen Zahl von aufgefundenen Artefakten wurden die Hügelgräber als Grablegen der königlichen Familie und Adeligen des Balhae identifiziert.
Seit dem 13. Januar 1988 steht die Anlage unter Denkmalschutz. Die Wandmalereien des Mausoleums wurden daraufhin chemisch konserviert.

## Grabanlage
Die Anlage teilt sich in drei Areale:
- Drachensee (龍湖)
- Drachenmeer (龍海)
  - Mausoleum von Prinzessin Jeonghyo
  - ein ausgeraubter und eingestürzter Grabhügel im Südosten. Die inneren Wände im Norden, Osten und Westen waren ehemals verputzt.
  - 10 Gräber auf den Terrassen östlich des Mausoleums
- Steinernes Königreich (石國)

## Mausoleum der Prinzessin Jeonghyo

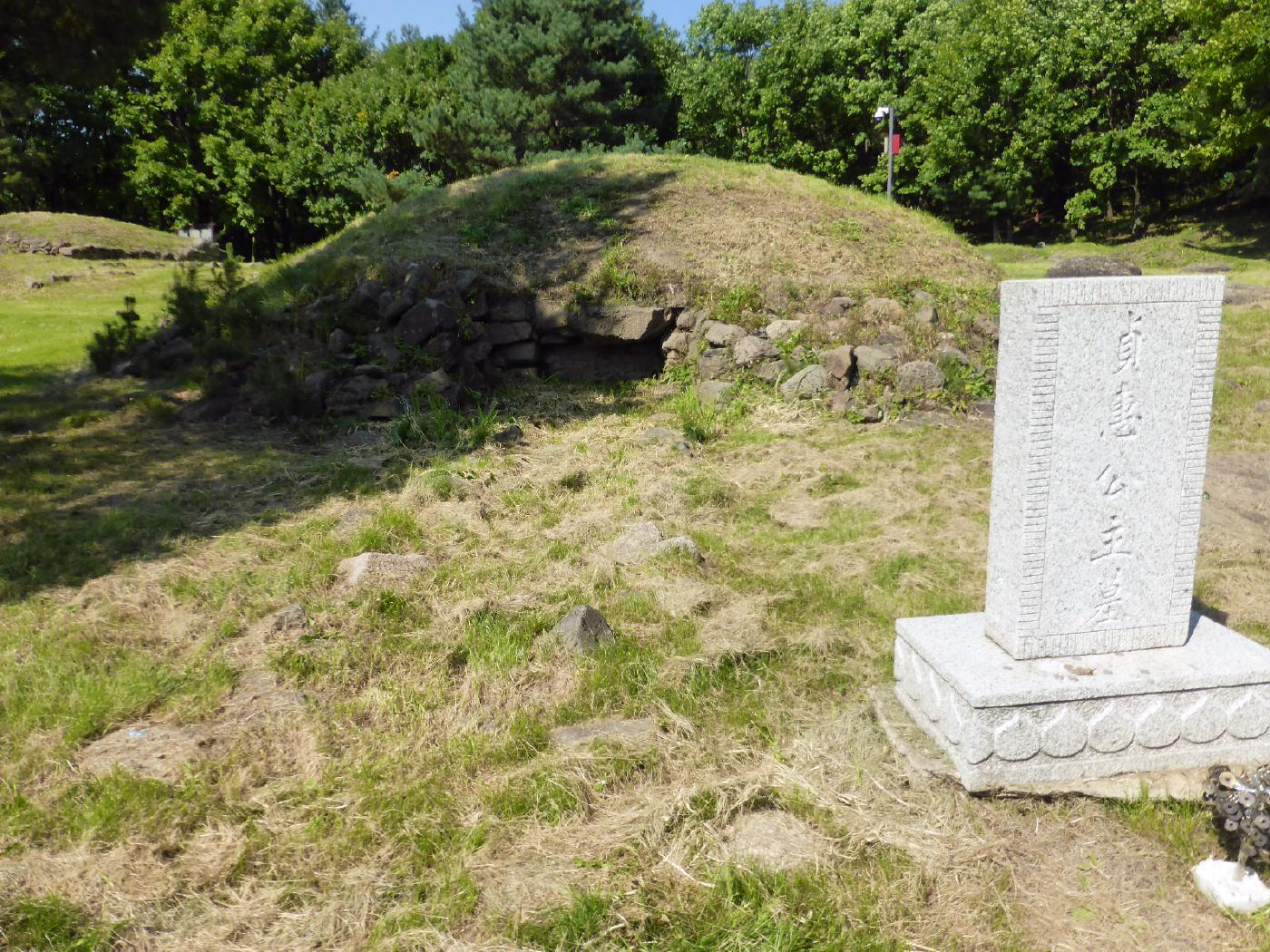
Das Grab von Prinzessin Jeonghyo

Das Mausoleum der Prinzessin Jeonghyo (chin. Zhēnxiào Gōngzhǔ mù 贞孝公主墓, korean: 정효공주묘) wurde im Jahr 793 errichtet. Stilistisch kann es als Nachfolge der Grabdenkmäler des koreanischen Goguryeo-Reiches betrachtet werden.
Der Grabhügel befindet sich inmitten eines künstlich eingeebneten Areals von etwa 2.000 m². Das Grab enthält unter anderem die ersten vollständig erhaltenen detaillierten Wandmalereien des Balhae-Reiches von großem historischen Wert. Die Ausgrabung fand im Oktober 1980 statt.
Auf der Spitze des Grabhügels befand sich ursprünglich eine Pagode mit einer Grundfläche von 5,5 m mal 5,65 m aus Ziegeln und Steinplatten. Heute sind lediglich die Fundamente der Pagode sind erhalten. Unter dem Tumulus befindet sich das eigentliche Grab mit einem Gang, der durch eine Steintüre in zwei Hälften geteilt wird, und der Grabkammer. Die unterirdische Grabkammer mit einer rechteckigen Fläche von 2,1 m mal 3,1 m wurde aus Ziegeln gebaut. Das Dach besteht aus zwölf Steinblöcken.
Insgesamt zwölf Wandgemälde befinden sich an den Wänden des inneren Ganges und an drei Wänden der Grabkammer. Innerhalb der Grabkammer sind dreizehn Personen dargestellt, darunter drei Krieger sowie Begleiter, Musiker und Dienstmädchen, die rote, blaue, gelbe, violette und braune Roben im Stil der Tang-Dynastie tragen.
Am Ende des Ganges befindet sich außerdem ein vollständig erhaltenes Epitaph aus Granit (Maße: 1,05 m × 0,58 m × 0,26 m) in der Form einer mugui-Sonnenuhr (土圭), das eine Inschrift aus 728 chinesischen Schriftzeichen in Regelschrift in 18 horizontalen Linien trägt. Stilistische Verweise auf die Literatur der frühen Tang-Dynastie lassen auf einen hochgebildeten Verfasser schließen. Inhaltlich verbindet der Text biografische Angaben mit Lobpreis und Gedenken an die Verstorbene.
Das Epitaph identifiziert Prinzessin Jeonghyo (정효공주, 貞孝公主) als vierte Tochter von Kaiser Mun (chin. Daqinmao), dem dritten Balhae-Herrscher, und jüngere Schwester von Prinzessin Jeonghye (정혜공주, 貞惠公主). Es zeigt außerdem das Balhae seinen Herrscher als Kaiser äquivalent zum chinesischen Kaiser betrachtete.
Die Prinzessin, der der Name Jeonghyo posthum verliehen wurde, verstarb am Montag, den 6. Juli 792 während des 56. Jahres der Daeheung-Ära. Damit wurden ältere Angaben wie die in Jin Yufu's (金毓黻) Book of the Balhae Kingdom (渤海國志長編) korrigiert, der ihr Sterbejahr mit 793 angab. Sie wurde im Winter 809 (已卯) in die Grablege im Ran-Tal (染谷) in Xi Yuan (西原) überführt.
Aufgrund von vorhergehenden Plünderungen wurde die Grabkammer in schlechtem Zustand aufgefunden: Gebeine lagen auf dem Fußboden verstreut, ein Großteil der Grabbeigaben wurde vermutlich gestohlen. Untersuchungen der unvollständigen Skelette zeigten, dass hier zwei Personen bestattet worden waren: Eine Frau (höchstwahrscheinlich die Prinzessin) und eine männliche Person (möglicherweise ein Begleiter, ein Ehemann oder ein Kind). Außerdem wurden die Überreste eines Pferdes vergoldete Ornamente aus Bronze, Nägel aus vergoldeter Bronze und Eisen, Grabsteine, Figurinen, Schmuck und Keramik. Ein Goldornament, das den Flügel eines Vogels darstellt, ist ein Indiz dafür, dass das Balhae-Reich aus dem Goguryeo-Reich entstand und dessen Kronen übernahm.